# Marek Zatloukal
Marek Zatloukal (* 1974) je český kulturista.

## Život
Kulturistice se věnuje od svých 14 let. 5 let soutěžil jako mladší dorostenec, potom starší dorostenec a jako junior se soutěžením nadlouho skončil.

## Historie soutěží
| Rok  | Název soutěže                | Váhová kategorie | Umístění   | Poznámka        |
| ---- | ---------------------------- | ---------------- | ---------- | --------------- |
| 2003 | Mistrovství Moravy a Slezska | do 80 kg         | 4.         |                 |
| 2003 | Mistrovství České republiky  | do 75 kg         | 4.         |                 |
| 2003 | Severní Morava muži a ženy   | do 80 kg         | 2.         |                 |
| 2004 | Severní Morava muži a ženy   | do 80 kg         | 1.         |                 |
| 2004 | Mistrovství Moravy a Slezska | do 80 kg         | 3.         |                 |
| 2004 | Mistrovství České republiky  | do 75 kg         | 5.         |                 |
| 2004 | Mistrovství Evropy           | do 75 kg         | 11.        |                 |
| 2006 | Grand Prix PEPA Opava        | Muži do 80 kg    | 4. nebo 1. |                 |
| 2006 | Mistrovství ČR mužů          | Muži do 75 kg    | 2. nebo 1. |                 |
| 2006 | Mistrovství Moravy a Slezska | Muži do 75 kg    | 1.         |                 |
| 2006 | Mistrovství Evropy           | Muži do 75 kg    | 6.         |                 |
| 2007 | Mistrovství Moravy a Slezska | ?                | 1.         |                 |
| 2007 | Mistrovství ČR mužů          | do 82,5 kg       | 1.         | absolutní vítěz |
| 2007 | Mistrovství Evropy           | do 75 kg         | 3.         |                 |